# Deinstallation
Als Deinstallation bezeichnet man den Vorgang des Entfernens von Software (Programmen) von Computersystemen. Dabei werden nicht nur Dateien entfernt, sondern, sofern nötig, auch Einträge in Systemkonfigurationsdateien (z. B. Windows-Registry) zurückgesetzt.
Wegen der zunehmenden Komplexität von Betriebssystemen und deren Schnittstellen (APIs) ist das Löschen der Programmdateien ohne weitere Änderungen nicht nur kontraproduktiv, sondern gefährdet sogar die Stabilität eines Systems. Die Qualität einer Software zeigt sich heute nicht nur in ihrem produktiven oder kreativen Einsatz, sondern auch in ihrer Integrationsfähigkeit mit anderer Software. Daher sollte der Anbieter mindestens eine Anleitung, besser ein Deinstallationsprogramm mitliefern, das es ermöglicht, die Software aus dem System zu entfernen, ohne gefährliche Lücken zu hinterlassen oder gar das System zu destabilisieren.
Immer schwieriger wird dieser Vorgang, seitdem die intensive gemeinsame Nutzung von Applikationsbibliotheken – auch von unterschiedlichen Herstellern – einen intelligenten Umgang mit Dateiverknüpfungen und Programmbibliotheken (engl. Libraries) voraussetzt. Bisweilen entstehen durch gegenseitige Abhängigkeiten Situationen, in denen eine Deinstallation nicht mehr wirtschaftlich durchzuführen ist. Gerade in größeren System-Umgebungen ist deshalb der Aufwand zur Deinstallation von einzelnen Programmen oft größer und fehlerträchtiger als die Installation. Viele Deinstallationsprogramme versuchen das Problem zu umgehen, indem sie den Benutzer fragen, ob er möglicherweise nicht mehr benötigte gemeinsame Dateien löschen will.